# Örntorget
Örntorget är ett torg i centrala Karlskoga. Torget omges av flerfamiljshus på Värmlandsvägen vid Karlskoga busstation.